# Збірна Мексики з футболу
Збірна Мексики з футболу — національна футбольна команда Мексики, яка контролюється та керується  Мексиканською федерацією Футболу.
Мексика виступала на 17 чемпіонатах світу, зокрема на останніх вісьмох. Найкращого результату (чвертьфінал) було здобуто на чемпіонатах світу 1970 та 1986 років, що проходили в Мексиці. Також збірна має великі досягнення в Кубку Америки, починаючи з першого виступу в 1993 році у Еквадорі де вона була фіналістом.
Станом на 3 квітня 2025 посідає 17-e місце у рейтингу футбольних збірних світу.

## Гравці збірної
Рекордсмени

### Гравці, що провели найбільше ігор
| №     | Футболіст        | Матчі | Голи | Роки виступу |
| ----- | ---------------- | ----- | ---- | ------------ |
| 1     | Андрес Гуардадо  | 182   | 28   | 2005–2025    |
| 2     | Клаудіо Суарес   | 178   | 6    | 1992–2006    |
| 3     | Гільєрмо Очоа    | 152   | 0    | 2005–2025    |
| 3     | Павел Пардо      | 148   | 11   | 1996–2009    |
| 4     | Рафаель Маркес   | 147   | 17   | 1997–2018    |
| 5     | Херардо Торрадо  | 146   | 6    | 1999–2011    |
| 6     | Ектор Морено     | 132   | 5    | 2007–2023    |
| 7     | Хорхе Кампос     | 130   | 0    | 1991–2003    |
| 8     | Карлос Сальсідо  | 124   | 10   | 2004-2014    |
| 9-10  | Рамон Рамірес    | 121   | 15   | 1991–2000    |
| 10-10 | Куаутемок Бланко | 121   | 39   | 1995–2010    |

### Найкращі бомбардири
| №     | Футболіст           | Голи | Матчі | Роки виступу |
| ----- | ------------------- | ---- | ----- | ------------ |
| 1     | Хав'єр Ернандес     | 52   | 109   | 2009–2019    |
| 2     | Харед Боргетті      | 46   | 89    | 1997–2008    |
| 3     | Рауль Хіменес       | 42   | 119   | 2013–2025    |
| 4     | Куаутемок Бланко    | 39   | 121   | 1995–2010    |
| 5-6   | Карлос Ермосільйо   | 35   | 90    | 1984–1997    |
| 5-6   | Луїс Ернандес       | 35   | 84    | 1995–2002    |
| 7     | Енріке Борха        | 31   | 65    | 1966–1975    |
| 8     | Луїс Роберто Альвес | 30   | 84    | 1988–2002    |
| 9-11  | Луїс Флорес         | 29   | 62    | 1983–1993    |
| 10-11 | Уго Санчес          | 29   | 58    | 1977–1998    |
| 11-11 | Луїс Гарсія         | 29   | 79    | 1991–1999    |

## Поточний склад
Заявка збірної для участі у чемпіонаті світу 2018 року. Вік гравців наведено на день початку змагання (14 червня 2018 року), дані про кількість матчів і голів — на дату подачі заявки (4 червня 2018 року).
| №  | Поз. | Гравець                   | Дата народження (вік)          | Ігри | Голи | Клуб                   |
| -- | ---- | ------------------------- | ------------------------------ | ---- | ---- | ---------------------- |
| 1  | ВР   | Хосе Корона               | 28 січня 1981 (вік 37 років)   | 52   | 0    | «Крус Асуль»           |
| 12 | ВР   | Альфредо Талавера         | 18 вересня 1982 (вік 35 років) | 27   | 0    | «Толука»               |
| 13 | ВР   | Гільєрмо Очоа             | 13 липня 1985 (вік 32 роки)    | 93   | 0    | «Стандард» (Льєж)      |
|    |      |                           |                                |      |      |                        |
| 2  | ЗХ   | Уго Аяла                  | 31 березня 1987 (вік 31 рік)   | 42   | 1    | «УАНЛ Тигрес»          |
| 3  | ЗХ   | Карлос Сальседо           | 29 вересня 1993 (вік 24 роки)  | 20   | 0    | «Айнтрахт»             |
| 5  | ЗХ   | Дієго Реєс                | 19 вересня 1992 (вік 25 років) | 55   | 1    | «Порту»                |
| 7  | ЗХ   | Мігель Лаюн               | 25 червня 1988 (вік 29 років)  | 63   | 6    | «Севілья»              |
| 15 | ЗХ   | Ектор Морено              | 17 січня 1988 (вік 30 років)   | 91   | 3    | «Реал Сосьєдад»        |
| 21 | ЗХ   | Едсон Альварес            | 24 жовтня 1997 (вік 20 років)  | 12   | 1    | «Клуб Америка»         |
| 23 | ЗХ   | Хесус Гальярдо            | 14 серпня 1994 (вік 23 роки)   | 22   | 0    | «УНАМ Пумас»           |
|    |      |                           |                                |      |      |                        |
| 4  | ПЗ   | Рафаель Маркес            | 13 лютого 1979 (вік 39 років)  | 144  | 18   | «Атлас»                |
| 6  | ПЗ   | Джонатан дос Сантос       | 26 квітня 1990 (вік 28 років)  | 31   | 0    | «Лос-Анджелес Гелаксі» |
| 8  | ПЗ   | Марко Фабіан              | 21 липня 1989 (вік 28 років)   | 38   | 9    | «Айнтрахт»             |
| 10 | ПЗ   | Джовані дос Сантос        | 11 травня 1989 (вік 29 років)  | 104  | 19   | «Лос-Анджелес Гелаксі» |
| 16 | ПЗ   | Ектор Еррера              | 19 квітня 1990 (вік 28 років)  | 65   | 5    | «Порту»                |
| 18 | ПЗ   | Андрес Гвардадо (капітан) | 28 вересня 1986 (вік 31 рік)   | 144  | 25   | «Реал Бетіс»           |
|    |      |                           |                                |      |      |                        |
| 9  | НП   | Рауль Хіменес             | 5 травня 1991 (вік 27 років)   | 63   | 13   | «Бенфіка»              |
| 11 | НП   | Карлос Вела               | 1 березня 1989 (вік 29 років)  | 68   | 18   | «Лос-Анджелес»         |
| 14 | НП   | Хав'єр Ернандес Балькасар | 1 червня 1988 (вік 30 років)   | 101  | 49   | «Вест Гем Юнайтед»     |
| 17 | НП   | Хесус Корона              | 6 січня 1993 (вік 25 років)    | 35   | 7    | «Порту»                |
| 19 | НП   | Орібе Перальта            | 12 січня 1984 (вік 34 роки)    | 66   | 26   | «Клуб Америка»         |
| 20 | НП   | Хав'єр Акіно              | 11 лютого 1990 (вік 28 років)  | 53   | 0    | «УАНЛ Тигрес»          |
| 22 | НП   | Ірвінг Лосано             | 30 липня 1995 (вік 22 роки)    | 27   | 7    | ПСВ                    |

## Результати

### Чемпіонат світу
| Чемпіонат світу | Чемпіонат світу         | Чемпіонат світу         | Чемпіонат світу         | Чемпіонат світу         | Чемпіонат світу         | Чемпіонат світу         | Чемпіонат світу         | Чемпіонат світу         |                                | Кваліфікація                   | Кваліфікація                   | Кваліфікація                   | Кваліфікація                   | Кваліфікація                   | Кваліфікація       |
| Рік             | Раунд                   | Місце                   | І                       | В                       | Н                       | П                       | М+                      | М-                      | І                              | В                              | Н                              | П                              | М+                             | М-                             |                    |
| --------------- | ----------------------- | ----------------------- | ----------------------- | ----------------------- | ----------------------- | ----------------------- | ----------------------- | ----------------------- | ------------------------------ | ------------------------------ | ------------------------------ | ------------------------------ | ------------------------------ | ------------------------------ | ------------------ |
| 1930            | груповий етап           | 13-те                   | 3                       | 0                       | 0                       | 3                       | 4                       | 13                      | Кваліфікувалися за запрошенням | Кваліфікувалися за запрошенням | Кваліфікувалися за запрошенням | Кваліфікувалися за запрошенням | Кваліфікувалися за запрошенням | Кваліфікувалися за запрошенням |                    |
| 1934            | Не пройшли кваліфікацію | Не пройшли кваліфікацію | Не пройшли кваліфікацію | Не пройшли кваліфікацію | Не пройшли кваліфікацію | Не пройшли кваліфікацію | Не пройшли кваліфікацію | Не пройшли кваліфікацію | Не пройшли кваліфікацію        | 4                              | 3                              | 0                              | 1                              | 14                             | 7                  |
| 1938            | Знялися зі змагань      | Знялися зі змагань      | Знялися зі змагань      | Знялися зі змагань      | Знялися зі змагань      | Знялися зі змагань      | Знялися зі змагань      | Знялися зі змагань      | Знялися зі змагань             | Знялися зі змагань             | Знялися зі змагань             | Знялися зі змагань             | Знялися зі змагань             | Знялися зі змагань             | Знялися зі змагань |
| 1950            | груповий етап           | 12-те                   | 3                       | 0                       | 0                       | 3                       | 2                       | 10                      | 4                              | 4                              | 0                              | 0                              | 17                             | 2                              |                    |
| 1954            | груповий етап           | 13-те                   | 2                       | 0                       | 0                       | 2                       | 2                       | 8                       | 4                              | 4                              | 0                              | 0                              | 19                             | 1                              |                    |
| 1958            | груповий етап           | 16-те                   | 3                       | 0                       | 1                       | 2                       | 1                       | 8                       | 6                              | 5                              | 1                              | 0                              | 21                             | 3                              |                    |
| 1962            | груповий етап           | 11-те                   | 3                       | 1                       | 0                       | 2                       | 3                       | 4                       | 8                              | 4                              | 3                              | 1                              | 18                             | 5                              |                    |
| 1966            | груповий етап           | 12-те                   | 3                       | 0                       | 2                       | 1                       | 1                       | 3                       | 8                              | 6                              | 2                              | 0                              | 20                             | 4                              |                    |
| 1970            | Чвертьфінал             | 6-те                    | 4                       | 2                       | 1                       | 1                       | 6                       | 4                       | Кваліфікувалися як господарі   | Кваліфікувалися як господарі   | Кваліфікувалися як господарі   | Кваліфікувалися як господарі   | Кваліфікувалися як господарі   | Кваліфікувалися як господарі   |                    |
| 1974            | Не пройшли кваліфікацію | Не пройшли кваліфікацію | Не пройшли кваліфікацію | Не пройшли кваліфікацію | Не пройшли кваліфікацію | Не пройшли кваліфікацію | Не пройшли кваліфікацію | Не пройшли кваліфікацію | Не пройшли кваліфікацію        | 9                              | 6                              | 2                              | 1                              | 18                             | 8                  |
| 1978            | груповий етап           | 16-те                   | 3                       | 0                       | 0                       | 3                       | 2                       | 12                      | 9                              | 6                              | 2                              | 1                              | 23                             | 6                              |                    |
| 1982            | Не пройшли кваліфікацію | Не пройшли кваліфікацію | Не пройшли кваліфікацію | Не пройшли кваліфікацію | Не пройшли кваліфікацію | Не пройшли кваліфікацію | Не пройшли кваліфікацію | Не пройшли кваліфікацію | Не пройшли кваліфікацію        | 9                              | 2                              | 5                              | 2                              | 14                             | 8                  |
| 1986            | Чвертьфінал             | 6-те                    | 5                       | 3                       | 2                       | 0                       | 6                       | 2                       | Кваліфікувалися як господарі   | Кваліфікувалися як господарі   | Кваліфікувалися як господарі   | Кваліфікувалися як господарі   | Кваліфікувалися як господарі   | Кваліфікувалися як господарі   |                    |
| 1990            | Відсторонені            | Відсторонені            | Відсторонені            | Відсторонені            | Відсторонені            | Відсторонені            | Відсторонені            | Відсторонені            | Відсторонені                   | Дискваліфіковані               | Дискваліфіковані               | Дискваліфіковані               | Дискваліфіковані               | Дискваліфіковані               | Дискваліфіковані   |
| 1994            | 1/8 фіналу              | 13-те                   | 4                       | 1                       | 2                       | 1                       | 4                       | 4                       | 12                             | 9                              | 1                              | 2                              | 39                             | 8                              |                    |
| 1998            | 1/8 фіналу              | 13-те                   | 4                       | 1                       | 2                       | 1                       | 8                       | 7                       | 16                             | 8                              | 6                              | 2                              | 37                             | 13                             |                    |
| 2002            | 1/8 фіналу              | 11-те                   | 4                       | 2                       | 1                       | 1                       | 4                       | 4                       | 16                             | 9                              | 3                              | 4                              | 33                             | 11                             |                    |
| 2006            | 1/8 фіналу              | 15-те                   | 4                       | 1                       | 1                       | 2                       | 5                       | 5                       | 18                             | 15                             | 1                              | 2                              | 67                             | 10                             |                    |
| 2010            | 1/8 фіналу              | 14-те                   | 4                       | 1                       | 1                       | 2                       | 4                       | 5                       | 18                             | 11                             | 2                              | 5                              | 36                             | 18                             |                    |
| 2014            | 1/8 фіналу              | 10-те                   | 4                       | 2                       | 1                       | 1                       | 5                       | 3                       | 18                             | 10                             | 5                              | 3                              | 31                             | 14                             |                    |
| 2018            | 1/8 фіналу              | 12-те                   | 4                       | 2                       | 0                       | 2                       | 3                       | 6                       | 16                             | 11                             | 4                              | 1                              | 29                             | 8                              |                    |
| 2022            | груповий етап           | 22-ге                   | 3                       | 1                       | 1                       | 1                       | 2                       | 3                       | 14                             | 8                              | 4                              | 2                              | 17                             | 8                              |                    |
| 2026            | Н/Д                     | Н/Д                     | Н/Д                     | Н/Д                     | Н/Д                     | Н/Д                     | Н/Д                     | Н/Д                     | Кваліфікувалися як господарі   | Кваліфікувалися як господарі   | Кваліфікувалися як господарі   | Кваліфікувалися як господарі   | Кваліфікувалися як господарі   | Кваліфікувалися як господарі   |                    |
| Загалом         | Чвертьфінал             | 17/22                   | 60                      | 17                      | 15                      | 28                      | 62                      | 101                     | 189                            | 121                            | 41                             | 27                             | 453                            | 134                            |                    |